# Leptognatha
Leptognatha är en överfamilj av snäckor. Leptognatha ingår i ordningen nakensnäckor, klassen snäckor, fylumet blötdjur och riket djur. Enligt Catalogue of Life omfattar överfamiljen Leptognatha 2 arter.
Kladogram enligt Catalogue of Life:
| Leptognatha | \| \| Gonieolididae \| \| \| \| \| \| Heroidae \| \| \| \| |
|             | \| \| Gonieolididae \| \| \| \| \| \| Heroidae \| \| \| \| |
|             | Gonieolididae                                              |
|             |                                                            |
|             | Heroidae                                                   |
|             |                                                            |